# Ctenotus coggeri
Ctenotus coggeri är en ödleart som beskrevs av  Ross A. Sadlier 1985. Ctenotus coggeri ingår i släktet Ctenotus och familjen skinkar. Inga underarter finns listade i Catalogue of Life.